# Asterophila
Asterophila is een geslacht van weekdieren uit de klasse van de Gastropoda (slakken).

## Soorten
- Asterophila japonica Randall & Heath, 1912
- Asterophila perknasteri Warén in Warén & Lewis, 1994
- Asterophila rathbunasteri Warén in Warén & Lewis, 1994